# Igor Wladimirowitsch Denissow
Igor Wladimirowitsch Denissow (russisch Игорь Владимирович Денисов; * 17. Mai 1984 in Leningrad, Russische SFSR, UdSSR) ist ein russischer Fußballspieler auf der Position des Mittelfeldspielers, zuletzt bei Lokomotive Moskau. 2019 beendete er seine Profikarriere.

## Karriere
Nachdem er in seiner Jugend bei Turbostroitel und Smena gespielt hatte, wechselte er 2001 zu Zenit Sankt Petersburg. Dort setzte er sich in den folgenden Jahren durch und wurde Teil der Stammelf unter Trainer Dick Advocaat. 2007 wurde er mit seinem Verein russischer Meister, in der Saison 2007/2008 wurde er mit Zenit mit einem 2:0-Sieg über die Glasgow Rangers überraschend UEFA-Pokal-Sieger. Im Finale schoss Denissow in der 72. Minute das wegbereitende 1:0. Zuvor hatte Zenit Sankt Petersburg Gegner wie Bayern München und Leverkusen besiegt. Auch gewann er 2008 den russischen Supercup. Am 29. Juli 2010 verlängerte Denissow seinen Vertrag bis 2015.
Denissow trug in der U-21 Nationalmannschaft Russlands schon die Kapitänsbinde. Er wurde im März 2007 zum ersten Mal in die A-Nationalmannschaft berufen und war 2012 zeitweise Kapitän der Nationalmannschaft.
Zur Saison 2013/14 wechselte Denissow zu Anschi Machatschkala. Mitte August wurde er noch in derselben Transferperiode nach drei Ligaeinsätzen gemeinsam mit Alexander Kokorin und Juri Schirkow an den FK Dynamo Moskau verkauft. Im Februar 2017 wurde er in die Mannschaft von Lokomotive Moskau übernommen, für die er schon seit dem Vorjahr auf Leihbasis spielte und mit der er in der Spielsaison 2017/2018 russischer Meister wurde.

## Privates
Igor Denissow ist verheiratet und Vater von vier Kindern. Er lebt mit seiner Familie in der Oblast Moskau.

## Politik
Igor Denissow gab sich in einem Interview mit dem Sportblogger Nobel Arustamjan im Juni 2022 öffentlich als entschiedener Gegner des im Februar desselben Jahres begonnenen russischen Überfalls auf die Ukraine zu erkennen. Er habe zu Beginn des Angriffs eine Videobotschaft an Wladimir Putin aufgenommen, deren Veröffentlichung die russischen Medien aber abgelehnt hätten. Danach habe er sogar über eine Emigration nachgedacht, da er sich in Russland nicht mehr sicher fühle. Dennoch habe er sich entschlossen, seine Meinung öffentlich zu äußern. Über das Schweigen der meisten aktiven russischen Fußballspieler wundere er sich, weil der Krieg äußerst negative Folgen für den russischen Sport habe. Von manchen russischen Lesern des Blogs wurde er daraufhin für seine Ehrlichkeit gelobt.